# Guildfordia subfimbriata
Guildfordia subfimbriata là một loài ốc biển đã tuyệt chủng, thuộc họ Turbinidae. 